# Град Петров
Град Петров — православная радиостанция, вещающая в Санкт-Петербурге, Тихвине и Выборге.
Создано по благословению митрополита Санкт-Петербургского и Ладожского Владимира в 2000 году.
Программы радиостанции в течение 19 часов (с 07:00 по 02:00) ежедневно могут слушать жители Санкт-Петербурга на частоте 73,1 МГц в диапазоне ультракоротких волн. В Тихвине и Выборге программы можно слушать круглосуточно. Также слушать радио можно на сайте радиостанции.
Радио «Град Петров» имеет церковно- и культурно-просветительскую направленность. Рассказывает о современной православной церкви. Ежедневно в эфир выходят музыкальные, литературные, исторические программы. Передачи для детей и молодёжи.

## История
В октябре 1990 года будущие основатели радиостанции Александр Степанов и Лев Большаков побывали на семинаре, посвящённом проблемам христианской миссии, организованном основателями парижского православного радио «Голос Православия» Евгением и Еленой Поздеевыми в собственном доме рядом с Покровским монастырём в местечке Бюсси-ан-От (Франция).
По словам Степанова, Поздеевы «во многом определили не только моё служение на радио, но и вообще многое в моей жизни, наверное, в частности и принятие священного сана». В 1992 году, вдохновлённые идеями, которые обсуждались на семинаре, Александр Степанов и Лев Большаков создали православное благотворительное братство святой Анастасии Узорешительницы, занявшееся, помимо прочего, и продвижением радиовещательного проекта в России.
В мае 1994 года был подписан договор о сотрудничестве «Голоса Правослаия» с Братством святой Анастасии, предусматривающего предоставления доступа к парижским программам «Голоса», после чего начался поиск и закупка недорогих радиостанций и создание местной студии звукозаписи. В декабре 1994 года начинается вещание на волне одной из основных радиостанций Петербурга. В 1999 году студия «Голоса Православия» в Петербурге получает «постоянную прописку» на набережной Лейтенанта Шмидта в Братстве святой Анастасии Узорешительницы.
Вскоре его сотрудники занялись не только ретрансляцией программ в российском радиоэфире, но и сами начали производство новых передач. Идею создания новой радиостанции в России горячо поддержали все сотрудники «Голоса Православия». Важность нового проекта оценил митрополит Санкт-Петербургский и Ладожский Владимир (Котляров), который и благословил в 2000 году учреждение радиостанции Санкт-Петербургской митрополии «Град Петров». Радиостанция впервые вышла в эфир 18 ноября того же года, при этом ретрансляция программ «Голоса православия» была сохранена.
Новая радиостанция с ежедневным 10-часовым объёмом вещания поставила перед собой задачу широкого культурного и церковного просвещения. К работе были привлечены священнослужители, преподаватели Санкт-Петербургских духовных школ, Санкт-Петербургского университета и других учебных заведений, музыковеды, филологи, историки, сотрудники Эрмитажа и Русского музея. По словам программного директора радиостанции Ольги Суровегиной: «Ориентирами успеха для „Града Петрова“ стали основные принципы „Голоса Православия“ — полное отсутствие политических пристрастий и искания коммерческой выгоды, отказ от необоснованной полемики, христианское благовестие как знакомство с тем положительным духовным опытом, которым так богата Православная Церковь».
Отличие «Града Петрова» от других радиостанций в Петербурге её главный редактор протоиерей Александр Степанов сформулировал так:

Наша станция принципиально разговорная, хотя в ней звучит довольно много духовной и классической музыки. В разговорном формате есть свои сложности: с одной стороны хотелось бы сделать радио для вдумчивого слушателя, которого раздражает мелкая «нарезка», характерная для современного вещания, когда разговор длится три минуты, потом следует музыкальная вставка или реклама, и все время этот подстёгивающий ритм. Нас не устраивает поверхностное скольжение по теме. Но, выбирая крупный формат передач, мы теряем привычную для современного уха динамику эфира и отсекаем ту часть аудитории, которая настроена на короткие энергичные информационные сообщения. Поиск этого баланса идет постоянно.

3 апреля 2006 радиостанция начала вещание на частоте 69,05 УКВ, принадлежавшей «Radio Gardarica». При этом объём вещания объём вещания увеличился с восьми до 16 часов в сутки: с 8 утра до полуночи. Однако 16 ноября 2007 года в 18 часов радиостанция прекратила вещание на данной частоте.
18 декабря 2007 года радиостанция возобновила вещание на частоте 1323 кГц с использованием передающих технических средств, размещенных на Радиоцентре № 1 в посёлке Ольгино. После этого вещание осуществлялось ежедневно с 07:00 до 01:00 по зимнему московскому времени.
12 января 2008 года радио возобновило вещание в петербургском эфире после вынужденной паузы, связанной с технической аварией.
2 июня 2009 года в митрополичьем корпусе Александро-Невской лавры состоится торжественное освящение новых помещений радиостанции Санкт-Петербургской митрополии «Град Петров».
23 декабря 2009 года некоммерческий фонд «Радио Санкт-Петербургской митрополии „Град Петров“» победил в конкурсе на получение права на наземное эфирное радиовещание на радиоканале частотой 73,1 МГц (УКВ), Санкт-Петербург. Решающим аргументом при принятии решения для конкурсной комиссии стало то, что 8 тысяч слушателей подписали письмо-ходатайство о предоставлении новой частоты радиостанции «Град Петров». Слушатели отмечали интеллигентность, высокий уровень культуры сотрудников и гостей радиоэфира, их бережное отношение к русской речи.
2 апреля 2010 года в 10.00 запущено вещание Радио «Град Петров» на частоте 73,1 МГц в диапазоне УКВ (из ЛРПТЦ № 1 — Ольгино, мощность передатчика — 10 кВт)., с 10 мая 2010 года было прекращено вещание на частоте 1323 кГц.
С 1 января 2011 года прекращено вещание Радио Град Петров на частоте Радио Радонеж (846 кГц) в Москве.
25 апреля 2011 года на сайте открыт доступ к архиву вещания (в формате MPEG-4/AAC). Открыв программу передач и выбрав интересующий день, посетители сайта могут прослушать любую передачу из 19 часов ежедневного вещания радио за предыдущие 14 дней.
15 августа 2011 началась трансляция программы петербургской радиостанции церковно- и культурно-просветительской направленности «Радио Град Петров» в городе Луга. Трансляция осуществлялась ежедневно с 07:00 до 10:00 и с 18:00 до 24:00 часов на частоте 102,5 МГц с использованием передающих технических средств, размещенных в Лужском цехе телевидения и радиовещания Радиоцентра № 11. Вещание в Луге прекращено 15 ноября 2018 года.
30 мая 2014 года радио Санкт-Петербургской митрополии «Град Петров» стало лауреатом премии «Radio Station Awards» в Москве в номинации «Лучшая радиостанция Северо-Западного региона». Награда была вручена главному редактору радиостанции протоиерею Александру Степанову.
9 ноября 2018 года в 10:00 часов утра пятницы в Тихвине началась трансляция «Радио Град Петров» на частоте 101,3 МГц (мощность передатчика — 0,1 кВт). Сетка вещания: 07:00-02:00. 10 ноября 2018 года в Духовно-просветительском центре «Воскресение» в Тихвине состоялось торжественное подписание соглашения о сотрудничестве между Тихвинской епархией в лице её правящего архиерея Мстислава (Дячины) и Некоммерческим фондом "Радио Санкт-Петербургской митрополии «Град Петров» в лице главного редактора протоиерея Александра Степанова. На подписании присутствовали и. о. главы администрации Тихвина И. В. Гребешкова, директор центра Е. В. Акимова, представители СМИ и другие официальные лица. Тихвинская епархия взяла на себя оплату передатчика, тем не менее радиостанция всё же была должна сделать большие вложения для строительства своего вещательного комплекса в Тихвине. Вещание в Тихвине было прекращено 1 апреля 2022 года.
С 19 октября 2019 года до 1 сентября 2022 года радио вещало в Выборге.

## Города и частоты вещания
в настоящее время радиостанция вещает
- Санкт-Петербург (73,1 МГц УКВ; c 2 апреля 2010) — c 08:00 до 24:00

ранее вещало:
- Санкт-Петербург (1323 кГц СВ; 18 ноября 2000[22] — 10 мая 2010[14]) с перерывами
- Санкт-Петербург (69,05 МГц УКВ; 3 апреля 2006 — 16 ноября 2007) — с 08:00 до 00:00
- Москва (846 кГц СВ; 5 июля 2010 — 1 января 2011)
- Луга (102,5 МГц УКВ; 15 августа 2011 — 15 ноября 2018)
- Тихвин (101,3 МГц УКВ; 9 ноября 2018 — 1 апреля 2022)
- Выборг (102,3 МГц УКВ; 19 октября 2019 — 1 сентября 2022)